# III. Sápúr szászánida király

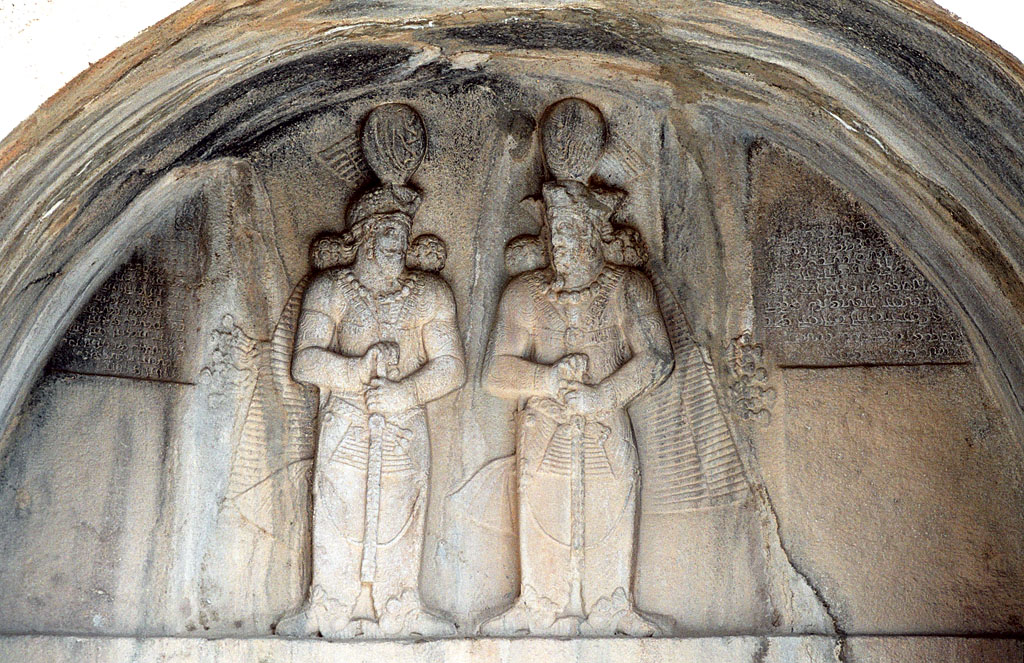
II. és III. Sápúr

III. Sápúr (? – 388 decembere) II. Ardasír fia, a Szászánida Birodalom királya volt 383-388 között. Túl gyengekezű uralkodó volt ahhoz, hogy komolyabb eredményeket érjen el.

## Fordítás
- Ez a szócikk részben vagy egészben  az   Imperio Sasánida című spanyol Wikipédia-szócikk fordításán alapul.  Az eredeti cikk szerkesztőit annak laptörténete sorolja fel. Ez a jelzés csupán a megfogalmazás eredetét és a szerzői jogokat jelzi, nem szolgál a cikkben szereplő információk forrásmegjelöléseként.